# Pierre Séguier

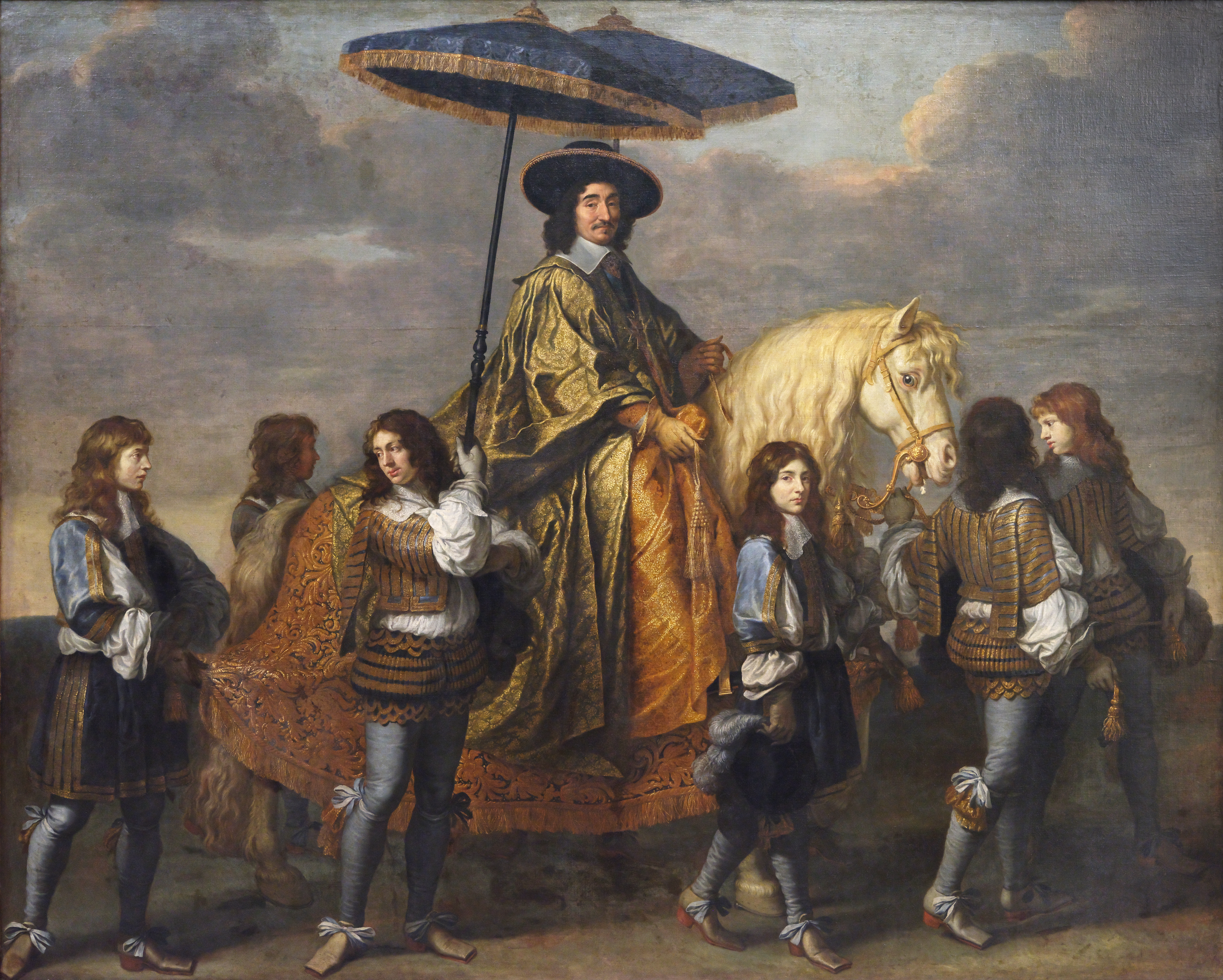
Séguier la intrarea lhos ui Ludovic al XIV-lea în Paris, în anul 1660, tablou de Charles Le Brun

Pierre Séguier (n. 28 mai 1588, Paris – d. 28 ianuarie 1672, Saint-Germain-en-Laye) a fost un politician francez, înalt funcționar  și cancelar al Franței, precum și membru al Academiei Franceze (deținător al Fotoliului 1 între 1635 și 1643).

## Biografie
Séguier se trăgea dintr-o familie renumită de juriști, originară din Quercy. Bunicul său fusese magistrat în Parlamentul din Paris. După moartea timpurie a tatălui său, Pierre Séguier a devenit elev la Collège Henri-IV de La Flèche și a fost crescut de unchiul lui, Antoine Séguier, la rândul său magistrat în Parlamentul din Paris.
Séguier a fost din 1621 până în 1624 intendant al Guyanei. Cariera juristică și-a început-o în calitate de consilier în Parlamentul din Paris, unde a preluat în 1624 funcția unchiului său. Pe vremea cardinalului Richelieu, mai precis în 1633, a fost însărcinat cu păstrarea sigiliului Franței, iar în 1635 a devenit cancelar. A instrumentat procese renumite, precum cele împotriva lui Cinq-Mars (1642) și împotriva lui Nicolas Fouquet (1661).
Din 1631 a fost interesat de opera lui Charles Le Brun, căruia i-a prilejuit mai târziul studiul artelor la Roma. A fost mecena lui Le Brun, înainte ca acesta să devină în 1662 primul pictor de curte al lui Ludovic al XIV-lea.
În 1639 a fost însărcinat cu oprimarea revoltei desculților din Normandia. A organizat un veritabil sistem opresiv și a ordonat execuția mai multor revoluționari. În 1642, după moartea lui Richelieu, Séguier a devenit patronul Academiei Franceze, în care deținuse din 1635 Fotoliul 1. Academia s-a reunit temporar în palatul său din strada Grenelle-Saint-Honoré.
Pierre Séguier a murit la 28 ianuarie 1672 în Saint-Germain-en-Laye, la vârsta de 82 de ani. 
Charles Le Brun, care îi crease un memorial impresionant prin pictura Portrait équestre du Chancelier Séguier  (1660, Luvru) a dispus organizarea unei înmormântări opulente prin Académie royale de peinture et de sculpture. Conform testamentului, biblioteca sa a ajuns în proprietatea Abației St. Germain-des-Prés și constituie în prezent, sub denumirea Fonds Coislin, o parte importantă din patrimoniul Bibliotecii Naționale a Franței. Notițele lui Pierre Séguier au fost editate în 1964 de către Roland Mousnier, sub titlul Lettres et mémoires adressées au chancelier Séguier (1633–1649).
Séguier este de asemenea un personaj minor în romanul Cei trei mușchetari al lui Alexandre Dumas.